# لی اشکرافت
لی اشکرافت (انگلیسی: Lee Ashcroft؛ زادهٔ ۷ سپتامبر ۱۹۷۲) بازیکن فوتبال اهل بریتانیا است.
از باشگاه‌هایی که در آن بازی کرده‌است می‌توان به باشگاه فوتبال وست برومویچ آلبیون، باشگاه فوتبال پرستون نورث اند، باشگاه فوتبال کندال تاون، باشگاه فوتبال نوتس کانتی، باشگاه فوتبال چورلی، باشگاه فوتبال ساوتپورت، باشگاه فوتبال گریمزبی تاون، باشگاه فوتبال ویگان اتلتیک، باشگاه فوتبال هادرزفیلد تاون، باشگاه فوتبال نورتویچ ویکتوریا، و باشگاه فوتبال پورت ویل اشاره کرد.
وی همچنین در تیم ملی فوتبال زیر ۲۱ سال انگلستان بازی کرده‌است.